# 케네스 오메루오
케네스 조시아 오메루오(영어: Kenneth Josiah Omeruo, 1993년 10월 17일 ~ )는 나이지리아의 축구 선수로, 현재 리가 I의 CFR 클루지와 나이지리아 국가대표팀에서 수비수로 활약하고 있다. 오메루오는 2012년 1월에 스탕다르 리에주에서 첼시로 이적하였고, 네덜란드의 ADO 덴하흐로 임대 이적하였다. 당시 19세의 나이로 에레디비시에서 나이지리아 국가대표팀에 차출되기에 충분한 인상을 남겼다.
이제 정규 국가대표인 오메루오는 2013년 아프리카 네이션스컵과 브라질에서 열린 2013년 FIFA 컨페더레이션스컵에서 나이지리아를 대표했다. 오메루오는 아프리카 네이션스컵이 나이지리아 국가대표팀에게 멋진 경기로 바뀌었고 그들이 토너먼트에서 승리를 거두면서 시작 라인업의 한 자리를 굳혔다. 2019년에 그는 기니를 상대로 아프리카 네이션스컵에서 첫 골을 넣었다. 그는 2019년에 동메달을 획득한 나이지리아 국가대표팀의 핵심적인 부분이었다.

## 구단 경력

### 초기 경력
오메루오는 스탕다르 리에주에 의해 안데를레흐트 아카데미에서 계약되기 전에 선샤인 스타스와 안데를레흐트에서 트라이얼리스트로서 주문을 받았다.

### 첼시
2012년 1월, 첼시는 리에주에서 오메루오를 영입하였고, 즉시 그를 에레디비시의 ADO 덴하흐로 임대하였다.  2014년 5월, 나이지리아 월드컵에 진출한 오메루오는 첼시와 새로운 3년 계약에 합의하였다.

#### ADO 덴하흐로의 임대
오메루오는 2012-13 시즌이 끝날 때까지 ADO 덴하흐와 18개월 임대 계약을 맺었다. 2012년 3월 3일, 오메루오는 SC 헤이렌베인과의 경기에서 덴하흐 데뷔 전을 치렀고, 경기는 0-0 무승부로 끝났다.  2012년 4월 19일, FC 흐로닝언과의 경기에서 오메루오는 덴하흐에서의 첫 골을 넣었다.
2012년 4월 28일, 오메루오는 VVV 펜로를 상대로 19분에 골을 넣었다. 그는 네덜란드 리그에서 한 경기에서 골, 자책골 그리고 레드카드를 받은 유일한 선수이다.

#### 미들즈브러로의 임대
2014년 1월 7일, 오메루오는 미들즈브러에 2013-14년 시즌이 끝날 때까지 임대로 합류했다. 2014년 2월 1일, 오메루오는 미들즈브러에서 0-0으로 비긴 동커스터 로버스와의 경기에서 데뷔 전을 치렀다.  2014년 4월 8일, 오메루오는 82분에 두 번째 옐로우를 받은 후 퇴장당했다. 보로는 9명으로 경기를 마쳐야 했지만(벤 깁슨도 경기 후반에 퇴장당했다) 버밍엄 시티를 상대로 3-1 승리를 거두었다.
2014-15년 시즌 미들즈브러에 다시 합류하여, 버밍엄 시티와의 경기에서 처음으로 출전하여 2-0으로 승리했다.

#### 카슴파샤로의 임대
2015년 7월 21일, 오메루오는 카슴파샤에 한 시즌 동안 임대되어 계약 종료 시 선수를 영입할 수 있는 옵션을 제공받았다. 2015년 8월 16일, 오메루오는 가지안테프스포르와의 경기에서 카슴파샤 데뷔 전을 치렀고, 경기는 카슴파샤의 3-0 승리로 끝났다. 5일 후, 오메루오는 이스탄불 바샥셰히르와의 홈 경기에서 데뷔 전을 치렀고, 결국 카슴파샤의 1-0 승리로 끝났다.
오메루오는 몇 차례 부상을 당하며 기복이 심한 시즌을 보냈지만, 컨디션이 좋을 때마다 선발 출전했다. 임대 계약에는 매수 옵션이 있었지만, 자금 부족으로 카슴파샤가 옵션을 포기하기로 결정했고, 결국 오메루오는 프리시즌을 위해 첼시로 복귀했다.

#### 알라니아스포르로의 임대
2016년 8월 31일, 오메루오는 2019년까지 1년 연장 계약을 체결한 후 다시 임대를 떠났다. 그는 알라니아스포르에 한 시즌 동안 임대로 합류했다. 그는 등번호 44번을 받았다. 2016년 9월 10일, 오메루오는 겐츨레르비를리이와의 경기에서 0-0 무승부를 기록하며 데뷔 전을 치렀다. 2017년 2월 25일, 오메루오는 4-1로 승리한 아다나스포르와의 홈 경기에서 알라니아스포르 소속으로 첫 골을 넣었고, 전반 37분에 홈 2위로 골망을 갈랐다.
2017년 5월, 오메루오는 정규 1군 축구를 하기 위해 첼시를 떠나야 할지도 모른다고 말했다.

#### 카슴파샤로의 복귀
2017년 8월 25일, 첼시에서 새로운 3년 계약을 체결한 후 오메루오는 카슴파샤로 한 시즌 임대로 복귀했다.

### 레가네스
2018년 8월 15일, 오메루오는 CD 레가네스에 시즌 임대로 합류했다. 2018년 10월, 그는 스페인에서 뛰는 것을 즐겼다고 말했고, 2019년 3월, 그는 레가네스와 영구적으로 계약하고 싶다고 말했다.
2019년 8월 13일, 오메루오는 영구 계약으로 레가네스로 복귀하였고, 첼시에서의 7년의 시즌을 마감하였다.

### 카슴파샤
2023년 7월 27일, 레가네스는 오메루오의 카슴파샤 이적을 발표했다.

## 국가대표팀 경력
오메루오는 2011년 콜롬비아에서 열린 2011년 FIFA U-20 월드컵에서 나이지리아 U-20 대표팀으로 8강에 진출했다.
2013년 1월 9일, 그는 19세의 나이로 카보베르데를 상대로 처음으로 득점 없이 비긴 경기에서 시니어 팀에서 뛰었다. 그리고 나서 그는 2013년 아프리카 네이션스컵에서 나이지리아의 모든 경기에 출전했고 나이지리아는 이 대회에서 세 번째로 우승했다.
그 해 말에 그는 2013년 FIFA 컨페더레이션스컵에 나이지리아 국가대표팀에 발탁되었고, 나이지리아가 조 3위를 차지하면서 조별 리그 3경기에 모두 출전했다.
오메루오는 2014년 FIFA 월드컵에 참가한 나이지리아의 최종 명단에 이름을 올렸고, 4경기에서 모두 선발로 출전했는데, 나이지리아는 조 2위로 16강에서 프랑스에 밀려 탈락했다.
그는 나이지리아에 의해 2016년 하계 올림픽에 참가할 35명의 예비 선수단에 선발되었지만, 최종 18명의 선수단에는 들지 못했다.
2018년 5월, 그는 러시아의 2018년 FIFA 월드컵에서 나이지리아의 예비 30인 명단에 이름을 올렸다.

## 사생활
그의 남동생인 럭키 오메루오 또한 축구선수로 현재 CD 레가네스 B에서 스트라이커로 활약하고 있으며 나이지리아 U-20 국가대표팀에서 뛰고 있다.
오메루오와 그의 아내 치오마는 런던에서 체어라인이라는 이름의 소녀의 첫 아이를 맞이했다.